# (3208) Lunn
(3208) Lunn (1981 JM; 1931 GH; 1942 EA1; 1962 WN1) ist ein ungefähr 20 Kilometer großer Asteroid des äußeren Hauptgürtels, der am 3. Mai 1981 vom US-amerikanischen Astronomen Edward L. G. Bowell am Lowell-Observatorium, Anderson Mesa Station (Anderson Mesa) in der Nähe von Flagstaff, Arizona (IAU-Code 688) entdeckt wurde. Er gehört zur Themis-Familie, einer Gruppe von Asteroiden, die nach (24) Themis benannt ist.

## Benennung
(3208) Lunn wurde nach dem dänischen Bauingenieur und Metallurgen Børge Lunn (1912–1986) benannt, der viel zur Erforschung von Metall- und Eisenmeteoriten beitrug. Er erfand 1950 eine besondere unmagnetisierte Bronze für Tiefwasserexperimente auf der Galathea-Expedition und wurde für seine Arbeiten zur Metallurgie von Gleitlagermetallen mit der Jagdmedaille der American Society of Lubrication Engineers ausgezeichnet. Er war zweimal Vorsitzender der Dänischen Metallurgischen Gesellschaft, leitete die Abteilung für Metallurgie an Dänemarks Technischer Universität und war 27 Jahre lang ständiger Gutachter für Metallurgie in dieser Abteilung. Die Benennung wurde vom Entdecker Edward L. G. Bowell nach einer Empfehlung des US-amerikanischen Astronomen Jonathan Carey Gradie vorgeschlagen.